# Shapeshifter (album, Gong)
Shapeshifter je studiové album rockové skupiny Gong, vydané v roce 1992 u vydavatelství Celluloid Records a Lightyear Entertainment. Album produkovali Dino Watkyn a Nigel Gilroy a jde o první album skupiny pod tímto názvem od roku 1976, kdy vyšlo album Shamal. Mezi tím však skupina vydávala alba jako Mother Gong a New York Gong.

## Seznam skladeb
| Pořadí | Název                      | Autor            | Délka |
| ------ | -------------------------- | ---------------- | ----- |
| 1.     | Gnomerique                 | Allen            | 0:07  |
| 2.     | Shapeshifter               | Allen, Malherbe  | 4:53  |
| 3.     | Hymnalayas                 | Allen, Bailey    | 7:38  |
| 4.     | Dog-o-matic                | Maitra           | 3:00  |
| 5.     | Spirit with Me             | Allen, Ehrlich   | 2:27  |
| 6.     | Mr Albert Parkin           | Clark            | 0:17  |
| 7.     | Raindrop Tablas            | Maitra           | 0:21  |
| 8.     | Give My Mother a Soul Call | Yogananda        | 4:30  |
| 9.     | Heaven's Gate              | Allen, Bailey    | 4:49  |
| 10.    | Snake Tablas               | Maitra           | 0:34  |
| 11.    | Loli                       | Allen, Clark     | 5:09  |
| 12.    | Là Bas Là Bas              | Couture, Allen   | 4:06  |
| 13.    | I Gotta Donkey             | Allen            | 2:12  |
| 14.    | Can: You Can               | Malherbe         | 9:09  |
| 15.    | Confiture de Rhubarbier    | Pyle             | 1:18  |
| 16.    | Parkin Triumphant          | Clark            | 0:06  |
| 17.    | Longhaired Tablas          | Maitra           | 0:14  |
| 18.    | Éléphant la Tête           | Malherbe, Maitra | 4:41  |
| 19.    | Mother's Gone              | Allen            | 1:12  |
| 20.    | Éléphant la Cuisse         | Malherbe, Clark  | 3:26  |
| 21.    | White Doves                | Viraj, Sunsinger | 5:24  |
| 22.    | Gnomoutro                  | Allen            | 0:27  |

## Obsazení
- Daevid Allen – kytara, zpěv
- Graham Clark – housle, zpěv
- Shyamal Maitra – tabla, ghatam, djembé, darbuka, programování
- Keith Bailey – baskytara, zpěv
- Didier Malherbe – saxofon, klávesy, pikola, flétna
- Pip Pyle – bicí
- Charlélie Couture – zpěv
- Loy Ehrlich – klávesy
- Mark Robson – klávesy, hlasy